# 触宝输入法
触宝输入法是由上海触宝公司开发的多语言手机输入法，支持安卓和苹果系统。输入法2009年获得全球移动通信系统协会 (GSMA) 颁发的全球移动创新大奖总冠军，是海外用户量最大的第三方输入法。